# Ticuantepe
Ticuantepe (del Idioma náhuat: Tekwantepek), es un municipio del departamento de Managua en la República de Nicaragua, fundado en 1974. Según el conquistador e historiador español Gonzalo Fernández de Oviedo y Valdés, el señorío nahua precolombino de Tekwantepek, ubicada en que hoy es el Departamento de Managua, era un señorío militarmente fuerte que era uno de los últimos señoríos a caer a los conquistadores y los tlaxcaltecas. Tekwantepek es una combinación de las palabras náhuat tēkwani (jaguar), y tepek (cerro), la traducción literal de Tekwantepek es "cerro de los jaguares". La valiente y duradera resistencia de Tekwantepek contra los conquistadores y los tlaxcaltecas fue lo que inspiró a los fundadores del municipio a nombrar la zona en honor al señorío.

## Toponimia
Ticuantepe proviene de la señorío nahua de Tekwantepek. Tekwantepek es una combinación de las palabras náhuat tēkwani (jaguar), y tepek (cerro), la traducción literal de Tekwantepek es "cerro de los jaguares".

## Geografía
El municipio de Ticuantepe tiene una extensión de 60.79 km², está ubicada entre las coordenadas 12° 1′ 16″ de latitud norte y 86° 12′ 10″ de longitud oeste, a una altitud de 302 m s. n. m.

### Límites

#### Municipios adyacentes
| Noroeste: El Crucero    | Norte: Managua     | Noreste: Nindirí |
| Oeste: El Crucero       |                    | Este: Nindirí    |
| Suroeste: La Concepción | Sur: La Concepción | Sureste: Nindirí |

## Historia
Ticuantepe tiene sus orígenes en el pueblo de Las Pajas que fue fundado en 1890 por personas de Nindirí que quedaron sin hogar por el volcán Masaya. El municipio se formó en 1974. En 1989, el municipio fue transferido del departamento de Masaya al departamento de Managua.

## Economía
En Ticuantepe, la agricultura es la actividad económica más importante debido a sus grandes extensiones de tierras cultivables. La producción de piña, pitahaya, café, frijol y aguacate son los principales cultivos de la agricultura en el municipio. Según estimaciones de la alcaldía de Ticuantepe en el año 2018, se cultivaron aproximadamente 1410 hectáreas de piña y 600 hectáreas de pitahaya, lo que contribuyó a un importante sector del mercado nacional.

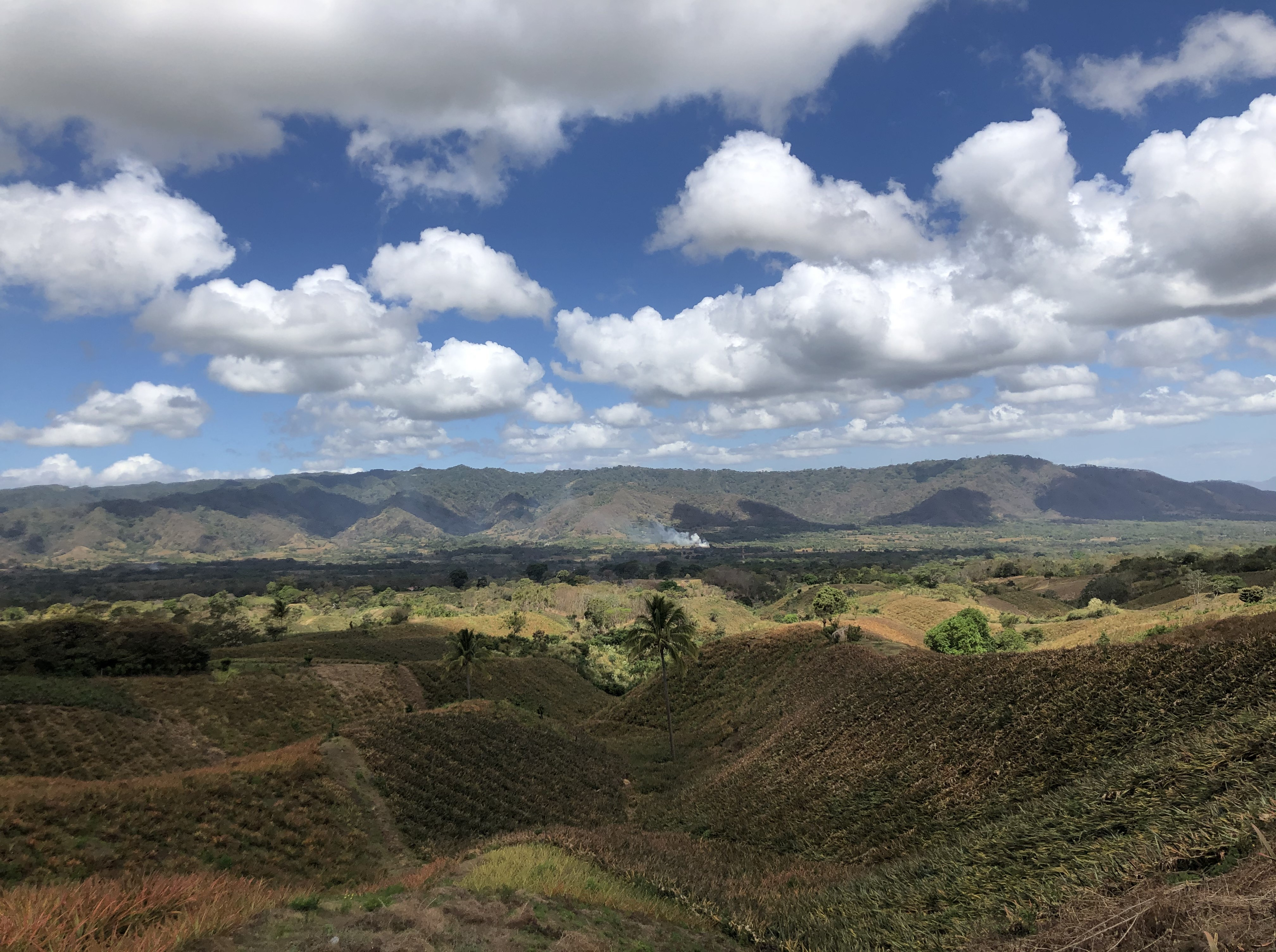
Cultivos de piña en el municipio de Ticuantepe.

## Demografía
Ticuantepe tiene una población actual de 39,507 habitantes. De la población total, el 48.3% son hombres y el 51.7% son mujeres. Casi el 46.8% de la población vive en la zona urbana.

## División territorial
El municipio de Ticuantepe se divide en un barrio y cinco repartos urbanos, los cuales están ubicados en la cabecera municipal, y a nivel rural se divide en veinte comunidades rurales.
- Barrios de la Cabecera Municipal
  - B.º Medardo Andino
  - Repto. Juan Ramón Padilla
  - Repto. Cuatro de Mayo
  - Rapto. Miraverde
  - Repto. Nuevo Horizonte
  - Repto. Santa Rosa
- Comunidades Rurales
  - Comunidad La Borgoña
  - Comunidad Benjamín Zeledón
  - Comunidad San José
  - Comunidad Las Carpas
  - Comunidad Humberto Ruiz
  - Comunidad Los Ríos
  - Comunidad Pablo Calero
  - Comunidad Sandino
  - Comunidad Dírita
  - Comunidad Denis Larios
  - Comunidad El Edén
  - Comunidad La Francia
  - Comunidad Manuel Landez
  - Comunidad Eduardo Contreras
  - Comunidad Gaspar García Laviana
  - Comunidad Valentín Barrios
  - Comunidad Leonel Reynoza
  - Comunidad Palestina
  - Comunidad El Limón

## Religión
El municipio celebra su fiesta el 3 de mayo en honor a la Vera Cruz.

## Transporte
La frontera norte del municipio está formada por la carretera rural entre Managua y Masaya. Al este u oeste no hay carreteras que salgan del municipio. Hacia el sur solo hay un camino que sube por la sierra hasta el vecino municipio de La Concepción y luego a San Marcos y Jinotepe.